# 豊栄神社 (恵庭市)
豊栄神社、豐榮神社（とよさかじんじゃ）は、北海道恵庭市大町214番地（現在は3丁目6番5号）にある神社。創祀は明治7年（1874年）である。旧社格は郷社。

## 由緒
明治7年（1874年）6月15日に稲荷大神を奉斎する（これが豊栄神社の始まりである）。
明治24年（1891年）8月には7坪の神殿を建立し、札幌神社（現北海道神宮）に請い、大国魂大神を合祀する。
明治34年（1901年）8月24日には神社創立を出願し、同年9月25日には恵庭神社（惠庭神社、繪庭神社）として公称の許可を受け、無格社となる。
明治44年（1911年）7月19日には豊栄神社を合併し、現社名である豊栄神社に変更公称の許可を受ける。昭和9年8月27日には社殿が造営し、昭和11年（1936年）には村社となる。昭和20年（1945年）には郷社となる。
昭和56年（1981年）には現在の社殿が完成する。昭和60年（1985年）12月には社務所と職舎を改築する。

## 祭神
- 大國魂大神（おおくにたまのおおかみ）
- 豊宇気姫神（とようけひめのかみ）